# Хелмут фон Молтке Старши
Вижте пояснителната страница за други личности с името Молтке.
Хелмут Карл Бернард фон Молтке наричан още Молтке Старши (на немски: Helmuth Karl Bernhard von Moltke; 26 октомври 1800 – 24 април 1891) е пруски граф (1870), фелдмаршал (16 юни 1871), пруски фелдмаршал (1872), военен теоретик, носител на ордена „Голям кръст на Железния кръст“.
Военното си образование придобива в кадетския корпус в Копенхаген, Дания. По-късно достига до длъжността началник на генералния щаб на пруската армия. За 30 г. той е познат като една от великите фигури на втората половина на 19 век и създател на нов, по-модерен метод за маневриране на армии на бойното поле. Той е също сред основните военачалници по време на Френско-пруската война. Често е наричан „Молтке Старши“, за да се разграничава от неговия племенник Хелмут Йохан Лудвиг фон Молтке, командвал Германската армия в началото на Първата световна война.
В продължение на 30 г. като началник на Генералния щаб на Пруската армия Хелмут фон Молтке осъществява обединението на германските държави и превръща Германия във водеща сила в Европа и света. Негова е заслугата за модерната щабна система, за усъвършенстването на бързата мобилизация чрез железопътния транспорт, за по-доброто командване и контрол на военните операции чрез организацията на военните части и използването на телеграфа.

## Живот
Роден в Пархим, Мекленбург, в семейството на обеднял дребен пруски аристократ на 26 октомври 1800 г., Молтке започва военното си обучение в близката Кралска кадетска академия в Копенхаген. След завършването и служи за кратко в датски пехотен полк, но след посещение в Берлин през 1821 г. решава, че перспективите му за напредък в пруската армия са по-добри. Благодарение на родното си място и пруския произход на баща си той получава назначение като лейтенант в 8-и пехотен полк.
Прави добро впечатление, става известен с отличните си познания по военната доктрина и тактика. Като продължава да среща финансови затруднения и за да добави още малко пари към невисоката си заплата на военен офицер, започва да пише статии и да превежда вече публикувани съчинения. Само за 1,5 г. в началото на 1830-те г. завършва превода на немски език на 9-те тома на „Упадъкът и падането на Римската империя“ на Едуард Гибън. По-късно Молтке отбелязва, че издателят така и не му платил изцяло превода, но знанията, получени в хода на работата, напълно си заслужавали труда.

### Военен съветник в Османската империя
През първите 10-на години като пруски офицер Молтке учи във военен колеж и служи няколко години в полка си, където продължава да се проявява като способен щабен офицер. През 1835 г. пътува до Турция като съветник на султан Махмуд II. Задачата му е само да помогне за модернизацията на турската армия, но през 1839 г. участва в кампанията на Хафиз паша в Сирия срещу египтяните. Турското командване обаче не се съобразява със съветите му и на 24 юни 1839 г. претърпява поражение при Незиб и отстъпва. Молтке поема командването на турската артилерия, като прикрива отстъплението.

### Началник на Генералния щаб
Той се завръща в Прусия, написва книга за преживяното в Турция и тя става бестселър. През следващите 2 десетилетия продължава да работи усърдно в Генералния щаб. Заслугите му като помощник на принц Фредерик, потушаването на кратък бунт през 1848 г. и постоянната му отлична работа му спечелват високата оценка и доверието на пруските управници. Продължава да напредва в йерархията, а дългогодишното му приятелство и вярност към пруския трон се възнаграждават през 1857 г., когато на 57-годишна възраст е назначен за началник на Генералния щаб.
Издигането на Молтке е продължително и стабилно, но в същото време силата на Прусия намалява. Молтке е твърдо решен да върне военната и мощ и да я използва за обединението на Германската империя. За тази цел трябва да изгради политически съюзи и да направи армията по-ефективна. Той изгражда военнополитическия триумф, включващ, освен него, Ото фон Бисмарк и военния министър Албрехт фон Роон, който постига много повече от целта, за която е създаден, преначертава картата на Европа и издига Германия до положението на най-голямата сила в района.
По-късно реорганизира армията въз основа на убеждението, че бъдещите войни ще се водят от големи войски, върху голяма площ. За постигане на по-голяма гъвкавост той разделя пруската армия на три части, поддържани от дирекция за железопътен транспорт. Планът на фелдмаршала предполага голяма постоянна армия от половин милион войници и два пъти повече резерви, които бързо да бъдат вкарани в действие. И действащата армия, и резервните части трябва да се придвижват с по добре развитата немска железопътна мрежа, по различни маршрути и да се събират в близост до очакваното място на сражението.
Вместо да провеждат фронтови атаки, Молтке обучава генералите си да нападат по фланговете, да обграждат врага като после да атакуват слабите им места, открити от разузнаването и посредством проучвателни нападения. Успехът му се дължи на гъвкавостта. Той не следва неотклонно първоначалните си планове и често изтъква, че няма план, който да просъществува повече от пет минути след сблъсъка с врага. За да управлява тези отделни армии, Молтке създава щаб, начело на който поставя възпитаник на военен колеж, който е подчинен единствено на него. Отделните части на щаба отговарят за невоенни дейности като например транспорта и снабдяването, подчинени на началник-щаба.
Използването на железниците за бързо придвижване на войските за съсредоточаване на силите и изненадване на врага води началото си от Американската гражданска война. Молтке изучава написаното за нея и изпраща наблюдатели в САЩ да я проучват. Те му осигуряват информация не само за използването на железниците, но и за приложението на телеграфа в командването на пръснати на широк фронт сили за бързо предаване на заповедите по време на бой. Макар че нито придвижването с влакове, нито използването на телеграфа за военни цели са измислени от Молке, той усъвършенства приложението им като го превръща в истинска наука, организирайки транспортни и свързочни части, контролиращи и координиращи използването на тези ресурси.
През 1864 г. новата организация за мобилност, създадена от Молтке, макар и още едва въведена, доказва ефективността си, когато Прусия напада и разгромява Дания, в рамките на няколко седмици. Използвайки поуките от тази кратка война, Молтке продължава да усъвършенства армията и напада Австрия през 1866 г. В първото сражение при Лангенсалца на 27-29 юни той управлява армията си, като по телеграфа изпраща на командирите заповеди да обкръжат и унищожат Хановерската армия, наброяваща над 200 000 души. На 3 юли не успява да обкръжи изцяло австрийската войска при Кьонигграц, но отстъпващите австрийци дават 45 000 жертви срещу 10 000 пруски. Само 7 седмици след началото на войната Австрия се предава и Прусия застава начело на така наречената Северна германска конфедерация.
След като Прусия вече контролира Германия, съседна Франция с право започва да се чувства застрашена. След като поредица дипломатически ходове не успяват да запазят мира, Молтке бързо събира половин-милионна армия и напада Франция. Преди французите да успеят да извършат мобилизация, пруската армия обкръжава и разгромява френската при Седан на 1 септември и Мец на 27 октомври 1870 г., вземайки 25 хил. пленници. После обсажда Париж и принуждава французите да капитулират.
След тази победа Молтке получава графска титла, звание фелдмаршал и остава началник на Генералния щаб до пенсионирането си през 1888 г. Победата му над французите е така категорична, а немската армия „толкова могъща“, че Молтке и неговата страна прекарват десетилетия в мир, защото никой не прави опит да оспори първенството им.

## Род
Молтке умира на 90-годишна възраст на 24 април 1891 г. в Берлин. Племенникът му Хелмут Йохан фон Молтке наследява началството на Генералния щаб, но след поражението на германците при Марна през Първата световна война е свален от този пост. Прапраплеменникът му, също на име Хелмут, е екзекутиран през Втората световна война за участие в заговор за убийството на Адолф Хитлер.
Той успява да обедини Германия и да създаде организация както и военна традиция, които осигуряват германското господство през значителната част от XX век. Неговият модел на щаб, състоящ се от способни офицери, отговарящи за конкретни области (личен състав, оперативен отдел, тил), и до днес има широко разпространение.

## Военна декорация
- Орден „Голям кръст на Железния кръст“, връчен му на 22 март 1871 г. по време на Френско-пруската война.[1]
- Орден „Черен орел“, връчен му през 1879 г.
- Орден „Pour le Mérite“, връчен му на 8 март 1879 г. по случай 60-годишнината му.[2]

## Творби
- Zwei Freunde (Новела), 1827 г.
- Briefe über die Zustände und Begebenheiten in der Türkei 1835 – 39. 1841 г. (В сборника: Unter dem Halbmond)
  - Нова селекция с уводна част на Макс Хорст: Briefe aus der Türkei, Алберт Ланген-Георг Мюлер Ферлаг, Мюнхен 1938 г.
- Der russisch-türkische Feldzug 1828 – 29. 1845 г.
- Briefe aus Russland. Берлин, Паетел 1877 г.
- Wanderbuch: Handschriftl. Aufzeichnungen aus d. Reisetagebuch. Берлин, Паетел 1879 г.
- Geschichte des Deutsch-Französischen Krieges von 1870 – 71. 1891 г.
- Briefe an seine Braut und Frau. 1893 г.
- Gesammelte Schriften und Denkwürdigkeiten. 1899 г.
- Moltke. Aufzeichnungen, Briefe, Schriften, Reden. 1922 г.
- Helmuth von Moltke (1800 – 1891)

## Известни паметници
- Берлин: мраморен паметник по изработка на скулптора Йозеф Уфуес, разположен на площад „Република“ и открит на 25 октомври 1905 г. в присъствието на императорската двойка.
- Берлин-Тиргартен: скулптура на Молтке във формата на крайъгален камък по проект на скулптора Карл Бегас. Унищожен през Втората световна война, реставриран през 1987 г.
- Бреслау (днешен Вроцлав): паметник, изработен от скулптора Куно фон Уехтриц, открит през 1900 г., разрушен през 1945 г.
- Дортмунд, замък Хохензибург: бронзов паметник по проект на германския скулптор Адолф фон Дондорф в близост до намиращия се на запад от него Кайзерски паметник.
- Хамбург: портретна скулптура, изработена от Бруно Крусе.
- Истанбул: бял мраморен обелиск, разположен в резидентския парк на германския посланик в град Терабиа.
- Кьолн: бронзов паметник, изработен от германския скулптор Фриц Шапер, открит на 2 септември 1881 г.
- Пархим (родният му град): бронзов паметник по проект на скулптора Лудвиг Брунов.

### Галерия
- Паметник на Молтке на площада Големи звезди в Берлин
- Паметник на Молтке Старши, разположен на запад от паметника на кайзера Вилхелм
- Паметник на Молтке в Бремен
- Скулптора на Молтке във формата на крайъгален камък
- Паметник на Молтке в родния му град Пархим
- Победоносен паметник в Лайпциг